# 굿모닝 예루살렘
《굿모닝 예루살렘》은 2012년 앙굴렘 국제만화 페스티벌에서 최고 작품상을 수상한 작품
으로, 퀘벡 출신의 만화가 기 들릴이 2011년에 발표한 르포르타주 만화이다.

## 개요
만화가 기 들릴의 특징 중에 하나는 자신이 체류했던 도시의 생활상을 면밀히 관찰하여 작품으로 발표한다는 것이다. 그는 애니메이션 제작을 위해 방문했던 중국과 북한에서의 체류기를 2001년에 《선전》, 2003년에는 《평양》이란 이름으로 발표했으며, 또한 2005년에는 국경없는 의사회에 근무하는 아내를 따라 미얀마(버마)에서의 경험담을 《굿모닝 버마》라는 타이틀로 출간했다.
《굿모닝 예루살렘》은 2008년-2009년에 아내를 따라 예루살렘에서 보고 느낀 것들을 정리한 작품이다.
이 작품에는 성지 예루살렘의 찬란한 유적들이 소개되어 있을 뿐만 아니라, 처참한 이스라엘-팔레스타인 분쟁에 대해서도 자세하게 다루고 있다.
이 작품은 한국어, 프랑스어, 영어, 스페인어, 독일어, 이탈리아어 등으로 번역됐다.